# Église Saint-Michel de Pessan
L'église Saint-Michel de Pessan est une église catholique située à Pessan, en France.

## Localisation
L'église est située dans le département français du Gers, sur la commune de Pessan.

## Historique
L'édifice est classé au titre des monuments historiques en 1960,.

## Galerie

L'intérieur de l’église.
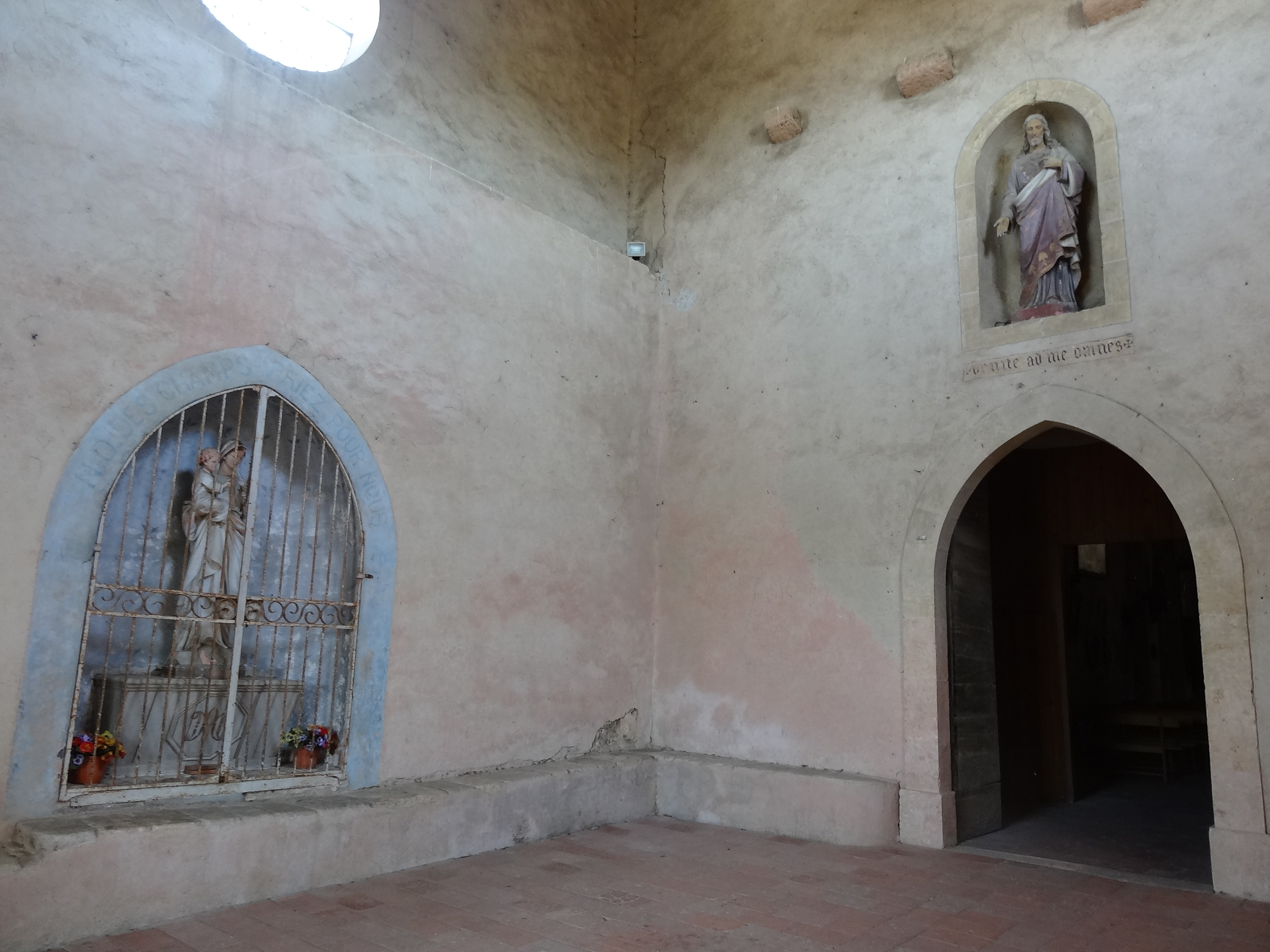
L'intérieur de l’église.
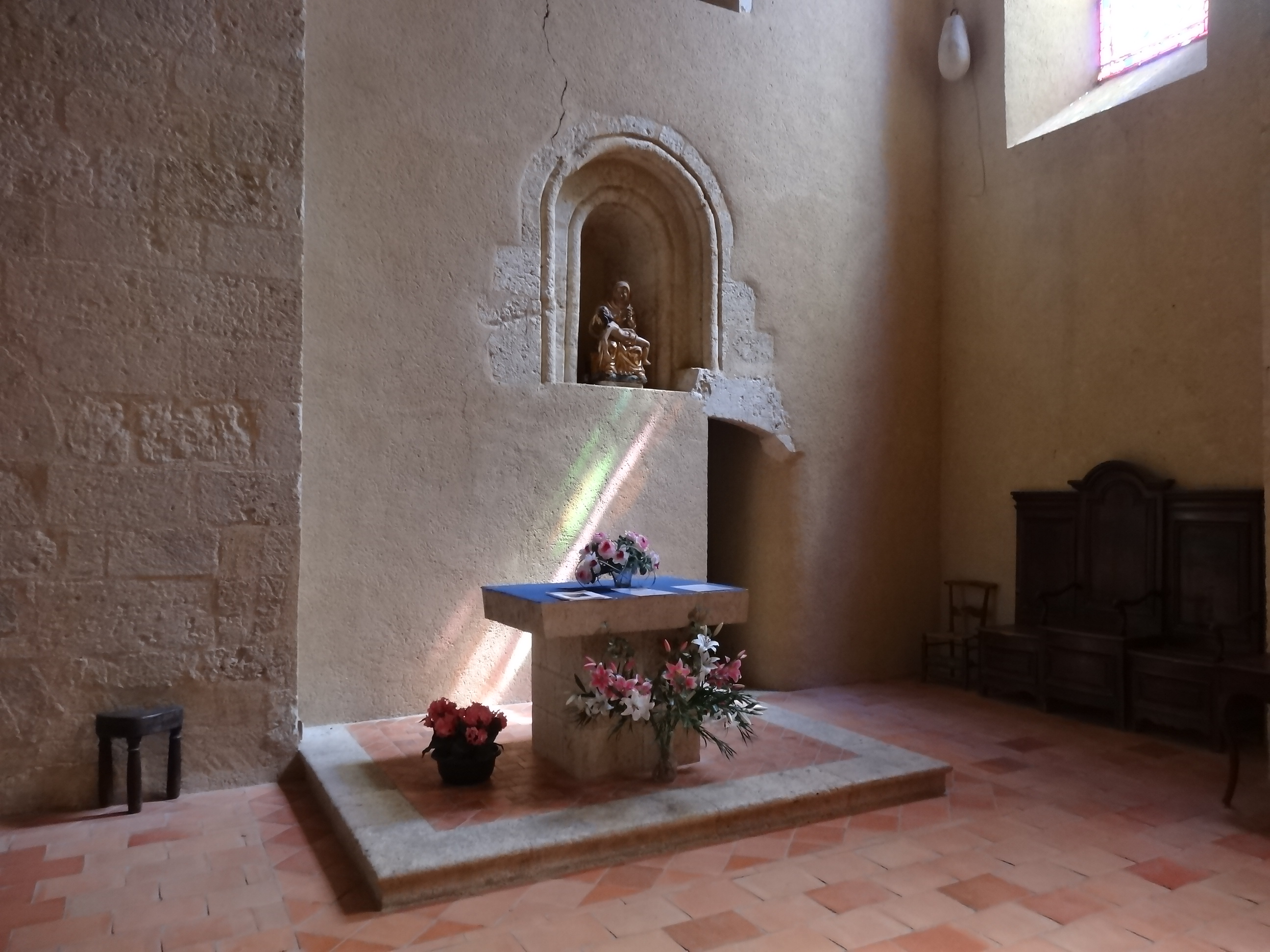
L'intérieur de l’église.
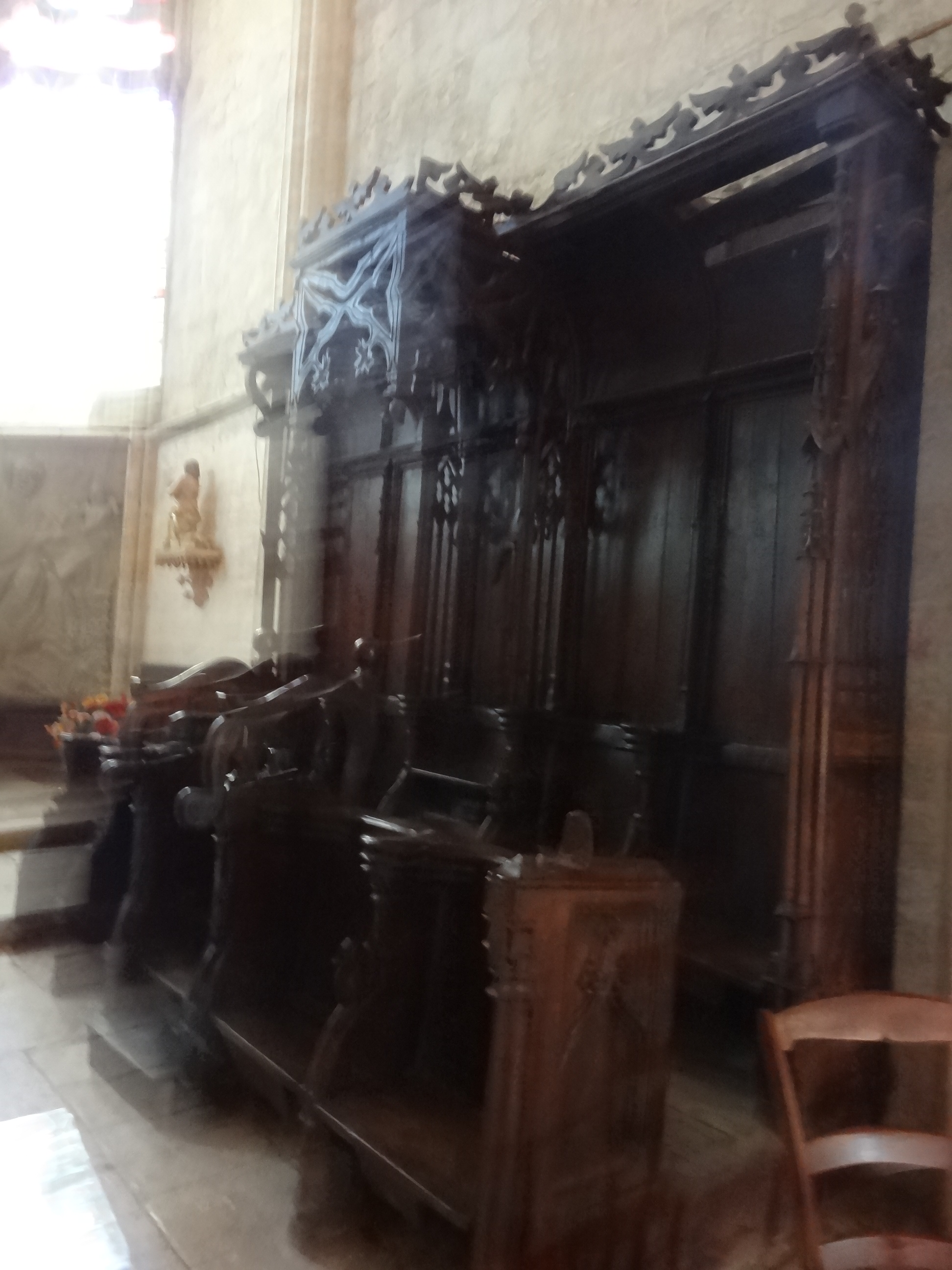
Les stalles.
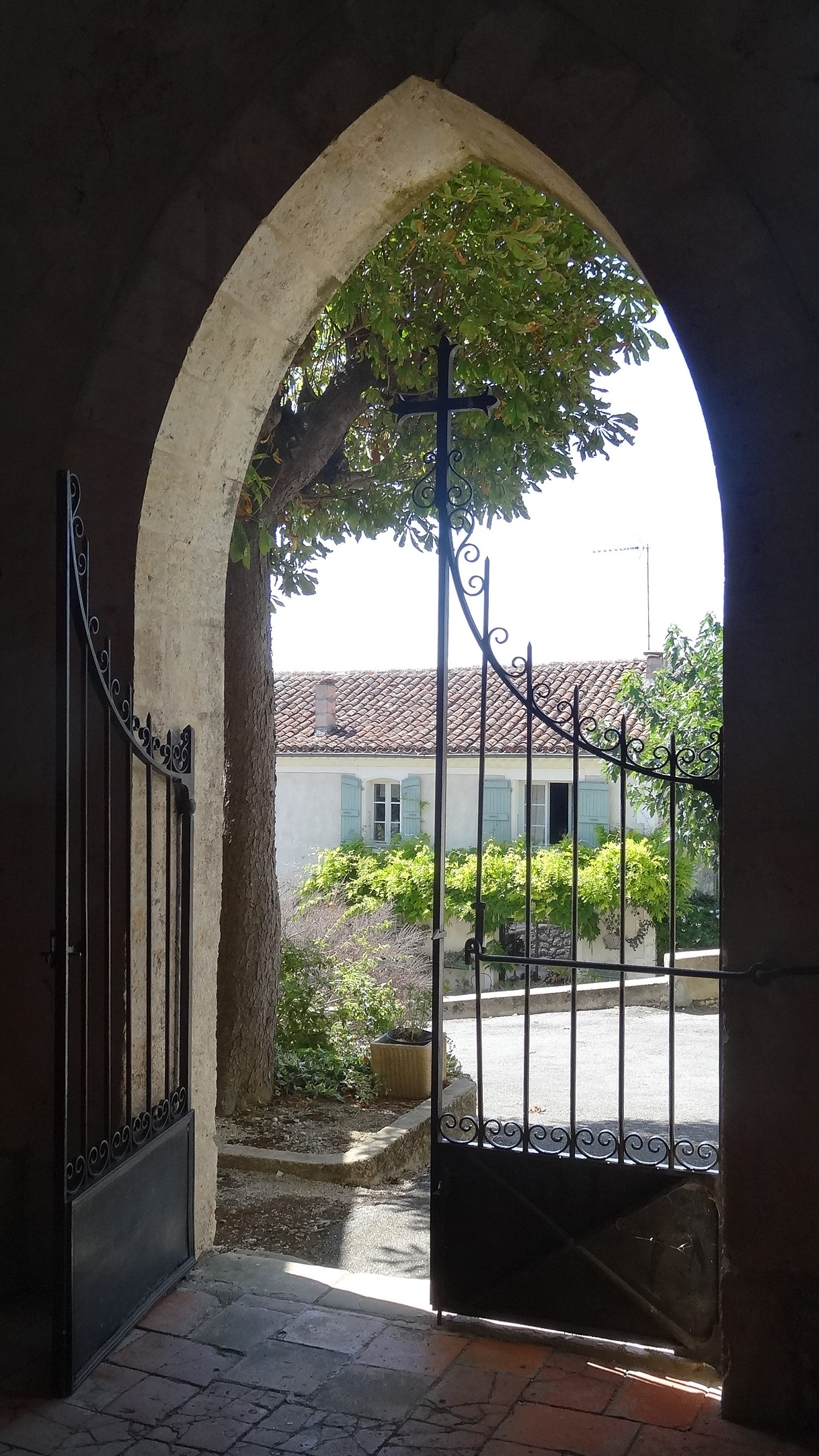
Portillon d'entrée.